# プリモルスカ地方

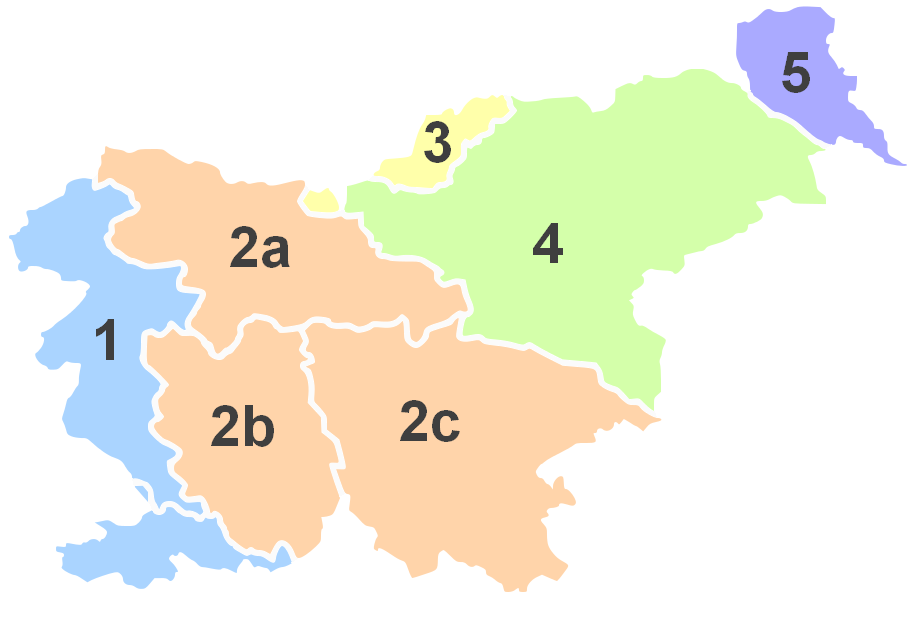
西の1がプリモルスカ地方（水色）

プリモルスカ地方（スロベニア語: Primorska, 発音 [priˈmóːrska] ( 音声ファイル)、イタリア語: Litorale、ドイツ語: Küstenland）は、ゴリシュカ (Goriška) とイストラが属するスロベニアの伝統的な地方であり、行政単位としての意味は持たない。主な都市はゴリシュカのノヴァ・ゴリツァ、イストラのコペルである。

## 地理
プリモルスカ地方はスロベニアの西部に当たり、南のアドリア海から北のジュリア・アルプスまで伸びている。プリモルスカはイタリアとクロアチアに接しており、スロベニア唯一の海岸線がある。プリモルスカ地方の海岸が多言語地域であり、教育と行政ではスロベニア語とイタリア語を使っている。第二次世界大戦後は、プリモルスカに20万人のスロベニア人と3万人のイタリア人が住んでいた。現在も沿岸部を中心に少数派としてイタリア人が居住している。

## 歴史
プリモルスカ地方はかつてのキュステンラントからトリエステ周辺と島嶼部を除いた領域で、スロベニア語で「沿海地方」を意味する。
第一次世界大戦後にラパッロ条約でイタリアに割譲され、第二次世界大戦後に当時ユーゴスラビアに参加していたスロベニアへと編入された。

## 経済
リュブリャナに次いで、プリモルスカ地方はスロベニアで最も繁栄している地方である。
プリモルスカ地方の伝統的な産業は漁業、製塩業、農業とブドウ栽培である。主要作物はオリーブ、ブドウ、果物と野菜である。現在は果物とブドウの生産が増えている。観光産業と港湾運送業も重要である。イタリアとの国境に近いため、観光産業、飲食店とカジノが盛んである。最も重要な観光都市はピランとポルトロシュである。リピツァという村はリピッツァナーで有名である。そして、シュコツィアン洞窟群という洞窟はユネスコの世界遺産に登録されている。